# 렉서스 LX
렉서스 LX(Lexus LX)는 토요타 자동차의 고급 브랜드인 렉서스의 바디 온 프레임 타입 대형 SUV이다. 고급 SUV 중에서는 얼마 안 되는 고도의 오프로드 주행 성능을 갖춘 차종으로, 2세대부터는 V형 8기통 가솔린 엔진에 풀 타임 4륜구동이 장착됐다. 2006년에 4세대 LS가 출시되기 전까지 렉서스 전 차종 중에서도 가장 비싼 차종이었다. 토요타 랜드크루저의 형제 차량이다.

## 1세대(J80)

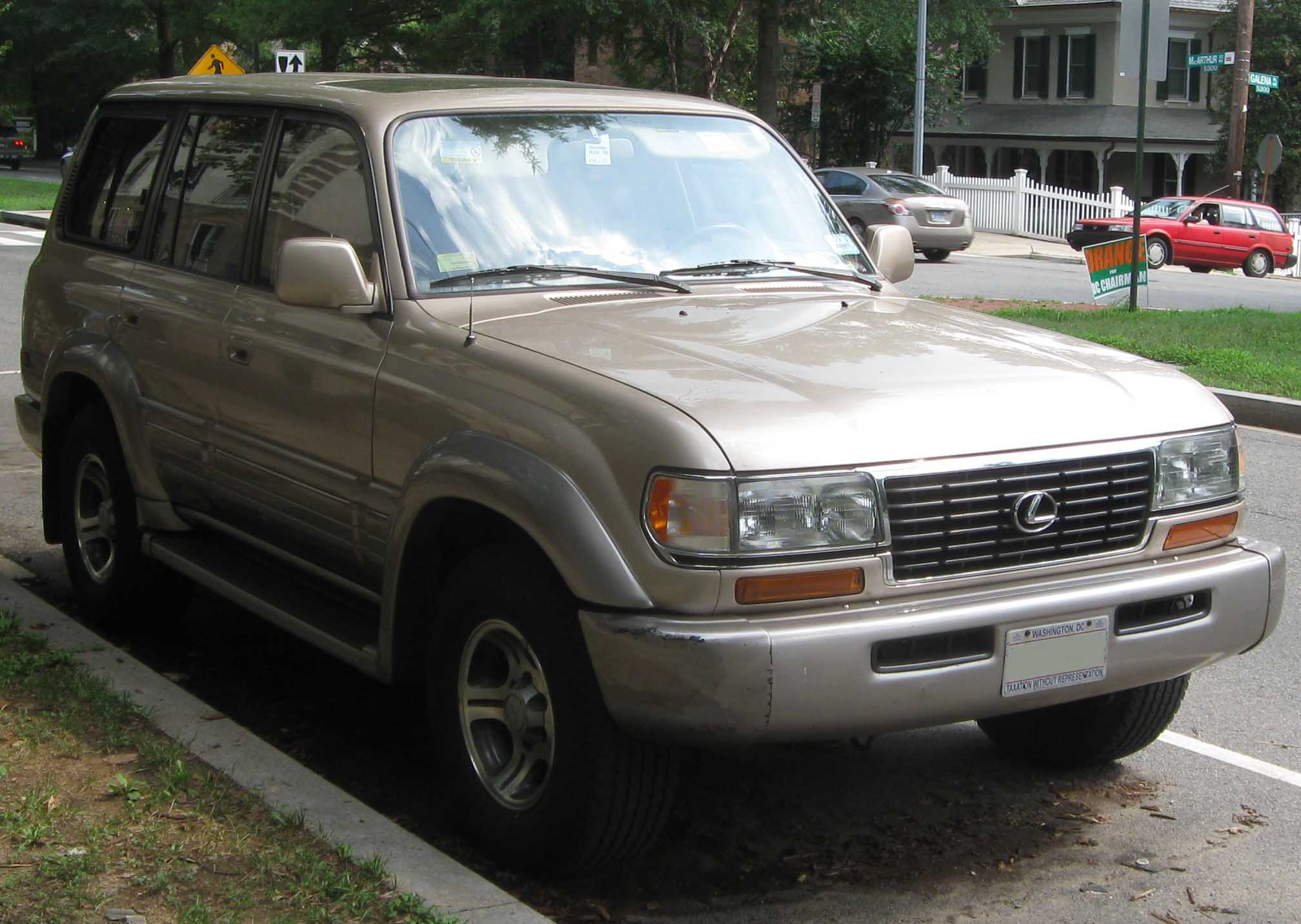
렉서스 LX 정측면

1996년에 렉서스 최초의 SUV로 출시되었다. 천연 가죽 시트의 장비와 고품질의 도장 등을 적용해 보다 고급화했다. 배면 스페어 타이어의 설정은 없다. 직렬 6기통 4,500cc 가솔린 엔진(1FZ-FE)에 아이신의 4단 자동변속기가 적용되었다. 구동 방식은 풀 타임 4륜구동만 있었다.

## 2세대(J100)

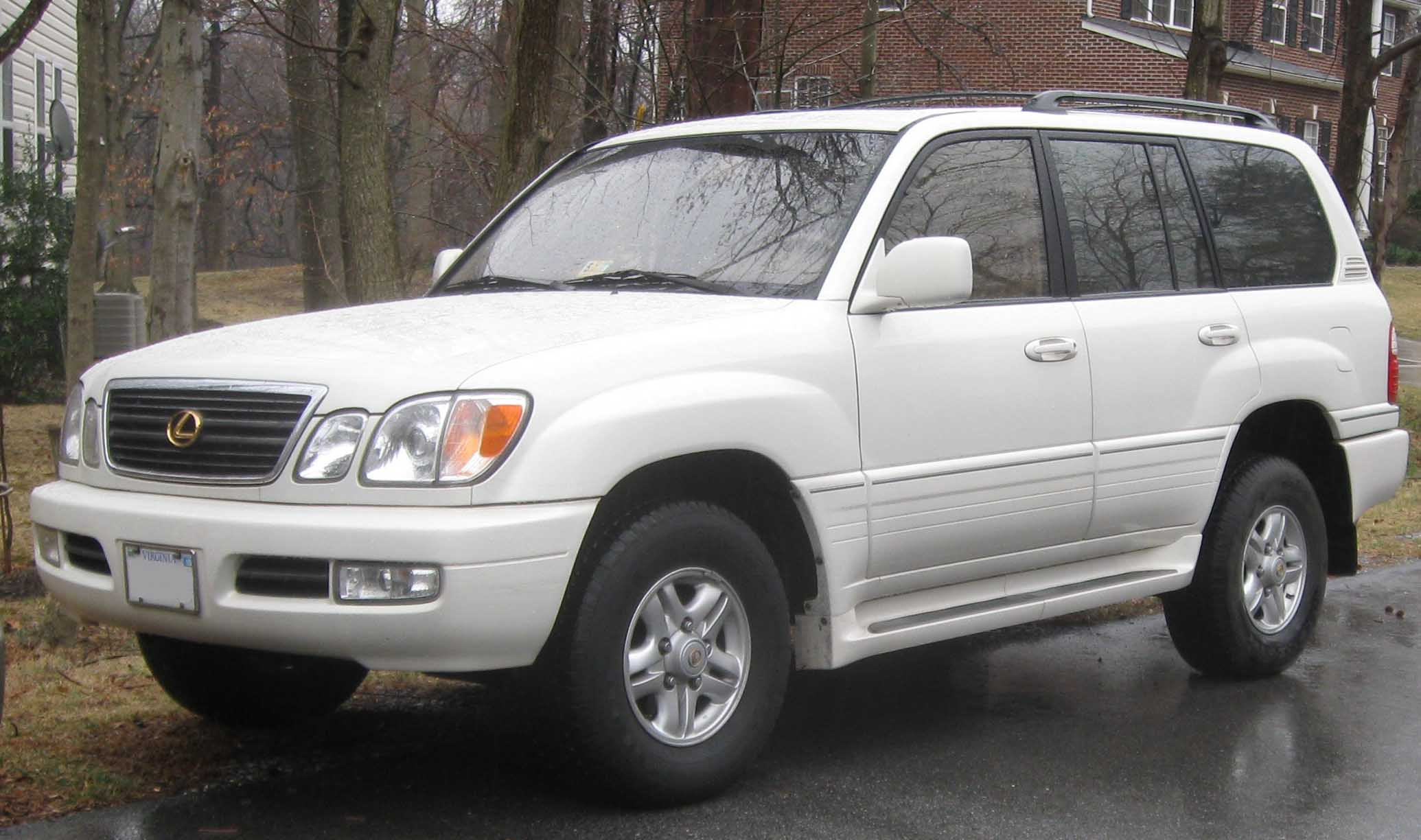
렉서스 LX(전기형) 정측면

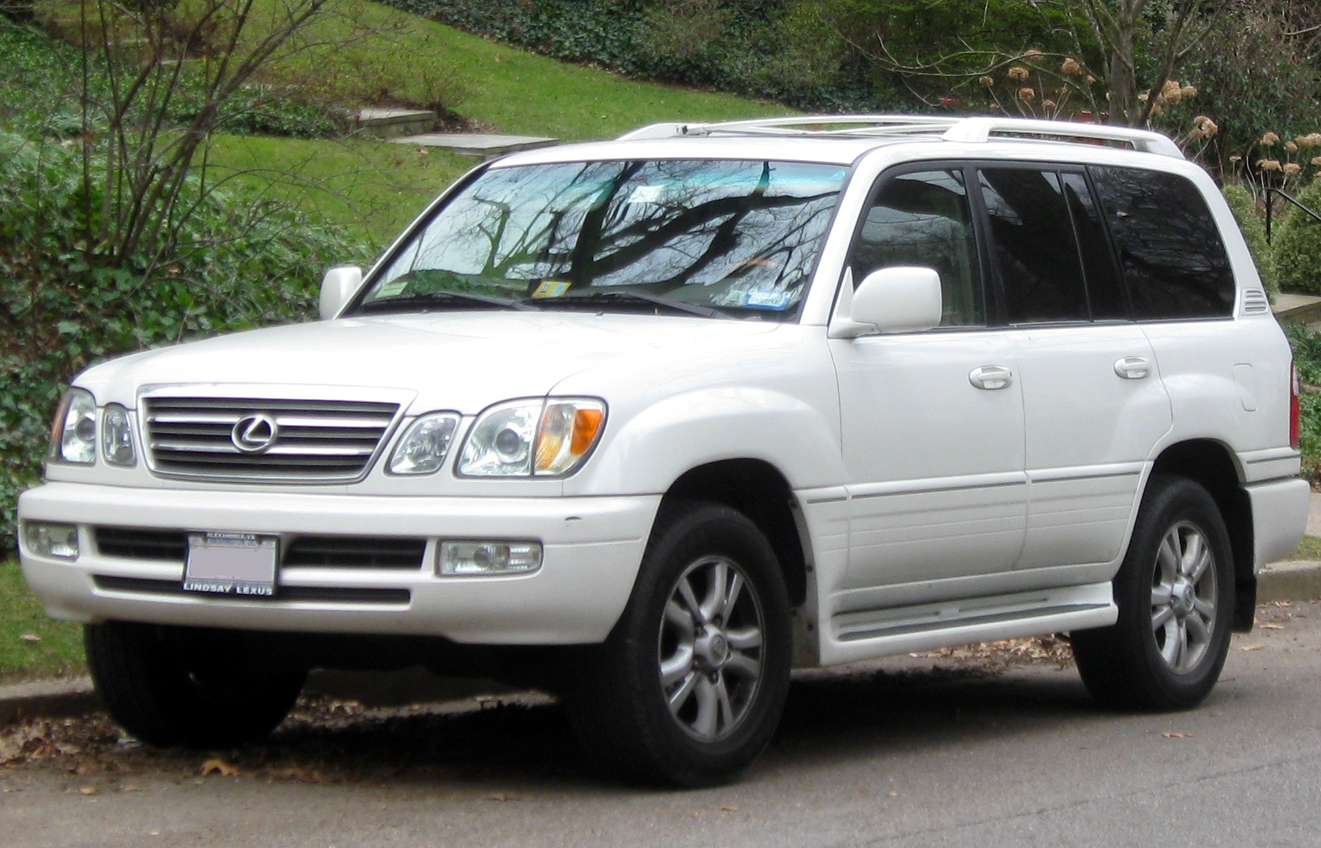
렉서스 LX(중기형) 정측면

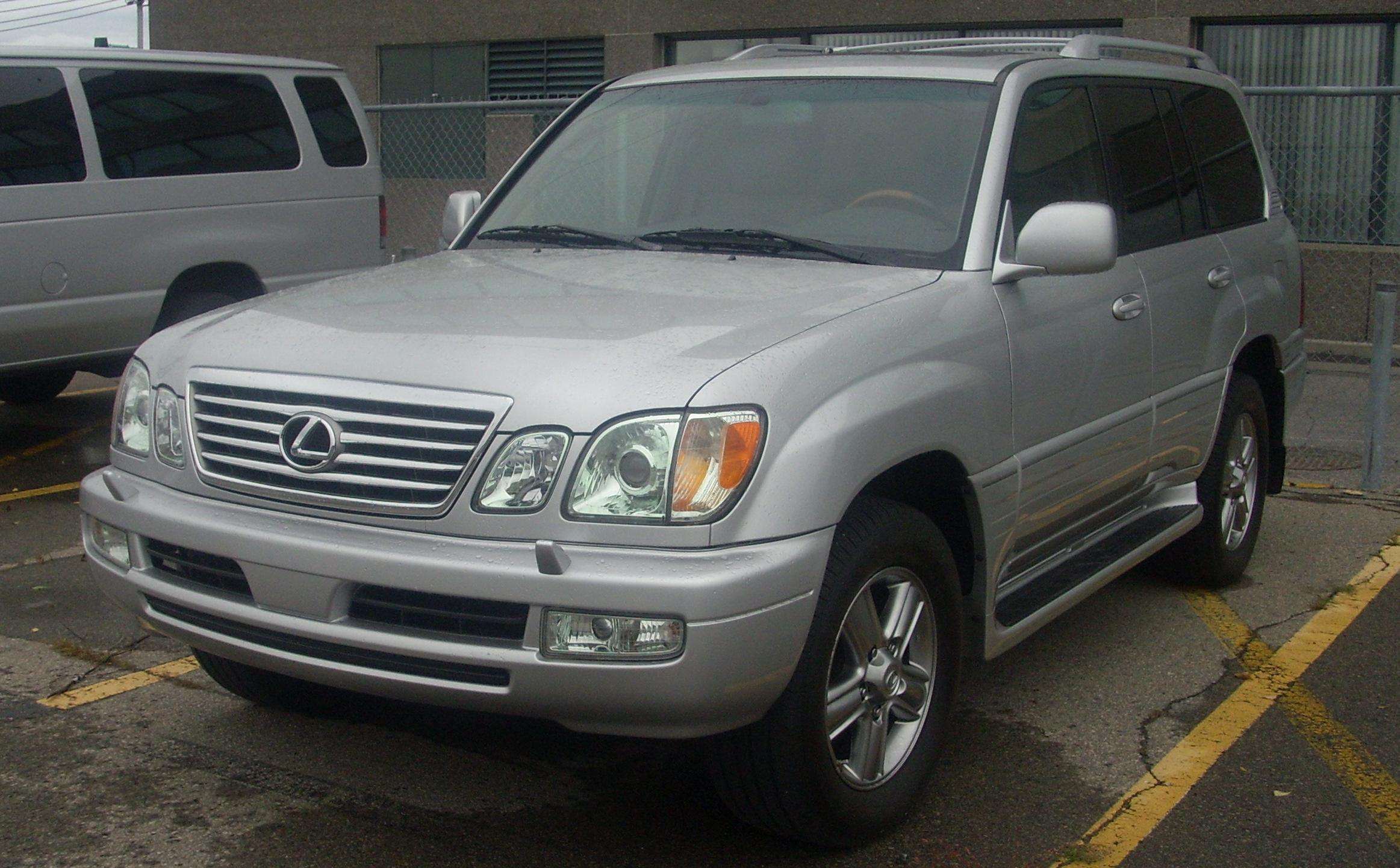
렉서스 LX(후기형) 정측면

1998년에 출시되었다. 배기량을 키우고, 내구성을 향상시킨 V형 8기통 4,700cc 가솔린 엔진(2UZ-FE)이 적용되었다. 헤드 램프는 2세대 GS와 비슷한 느낌을 주었고, 파워 시트와 암시 카메라 등 고급 사양이 적용되었다. 2002년에 소폭 변경되었다. 가변 배율 스티어링과 나이트 비전, 이모빌라이저 등이 적용되었다. 또한 기존의 4단 자동변속기는 5단 자동변속기로 대체되었다. 2006년에 또 한번 소폭 변경되어 최고 출력이 230마력에서 275마력으로 향상되었고, LED 리어 램프가 적용되었다. 일본 내수 시장에서는 랜드크루저 시그너스라는 명칭으로 팔렸다.

## 3세대(J200)

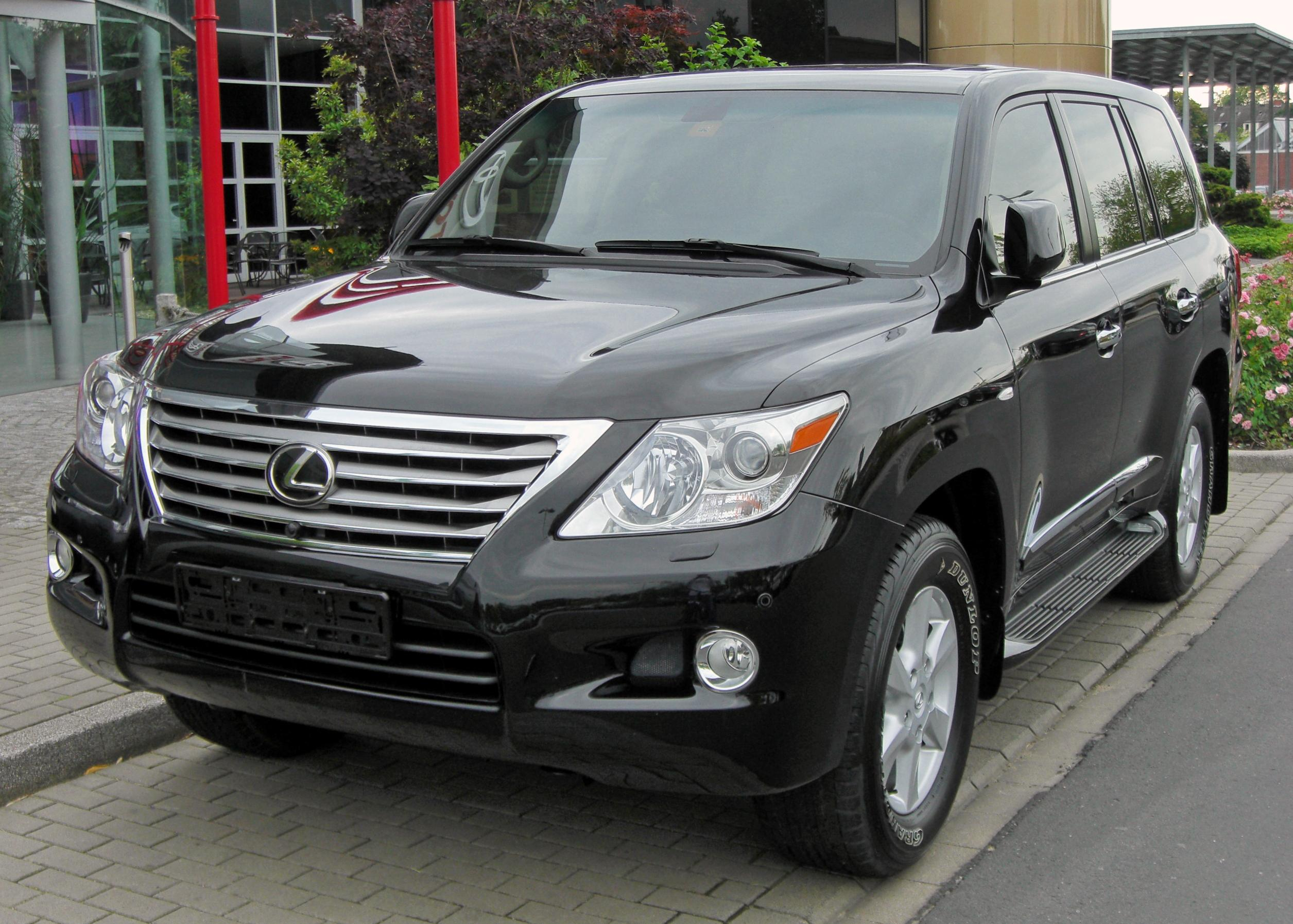
렉서스 LX(전기형) 정측면

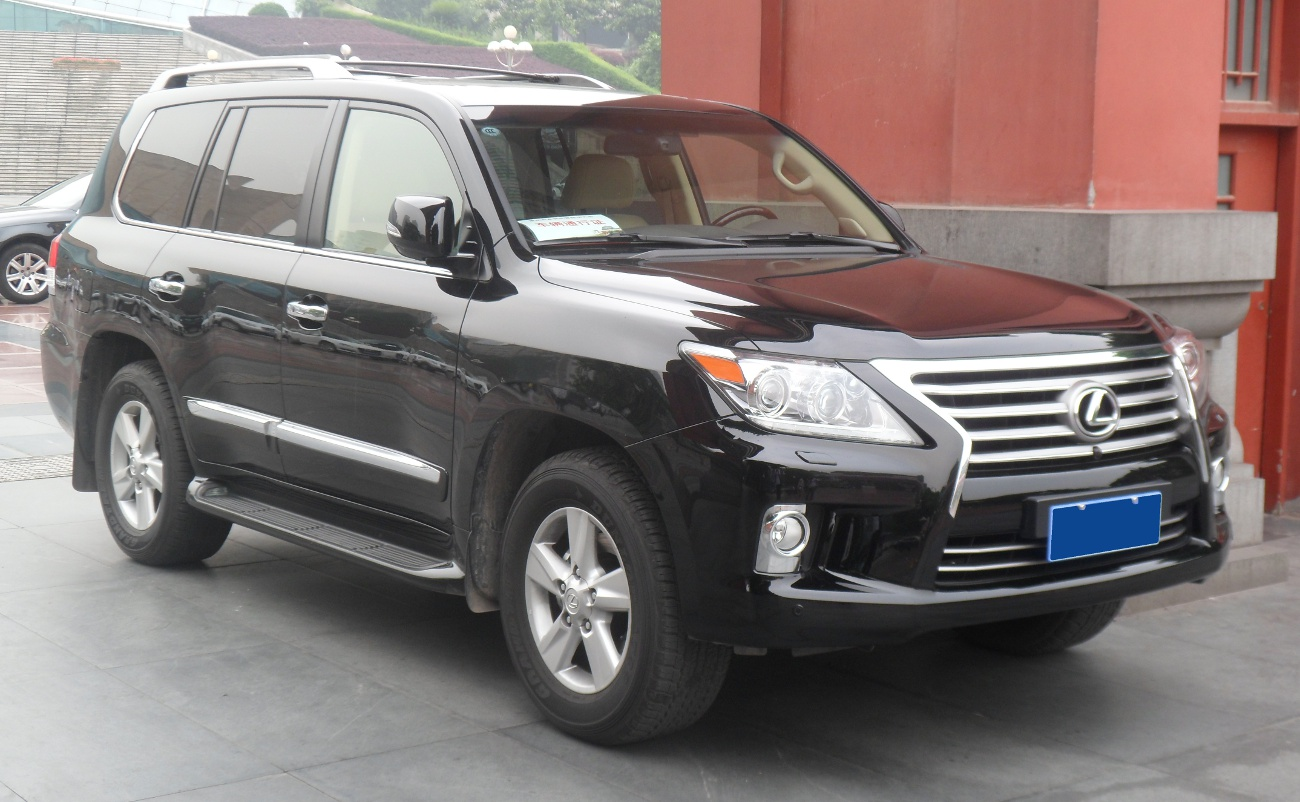
렉서스 LX(중기형) 정측면

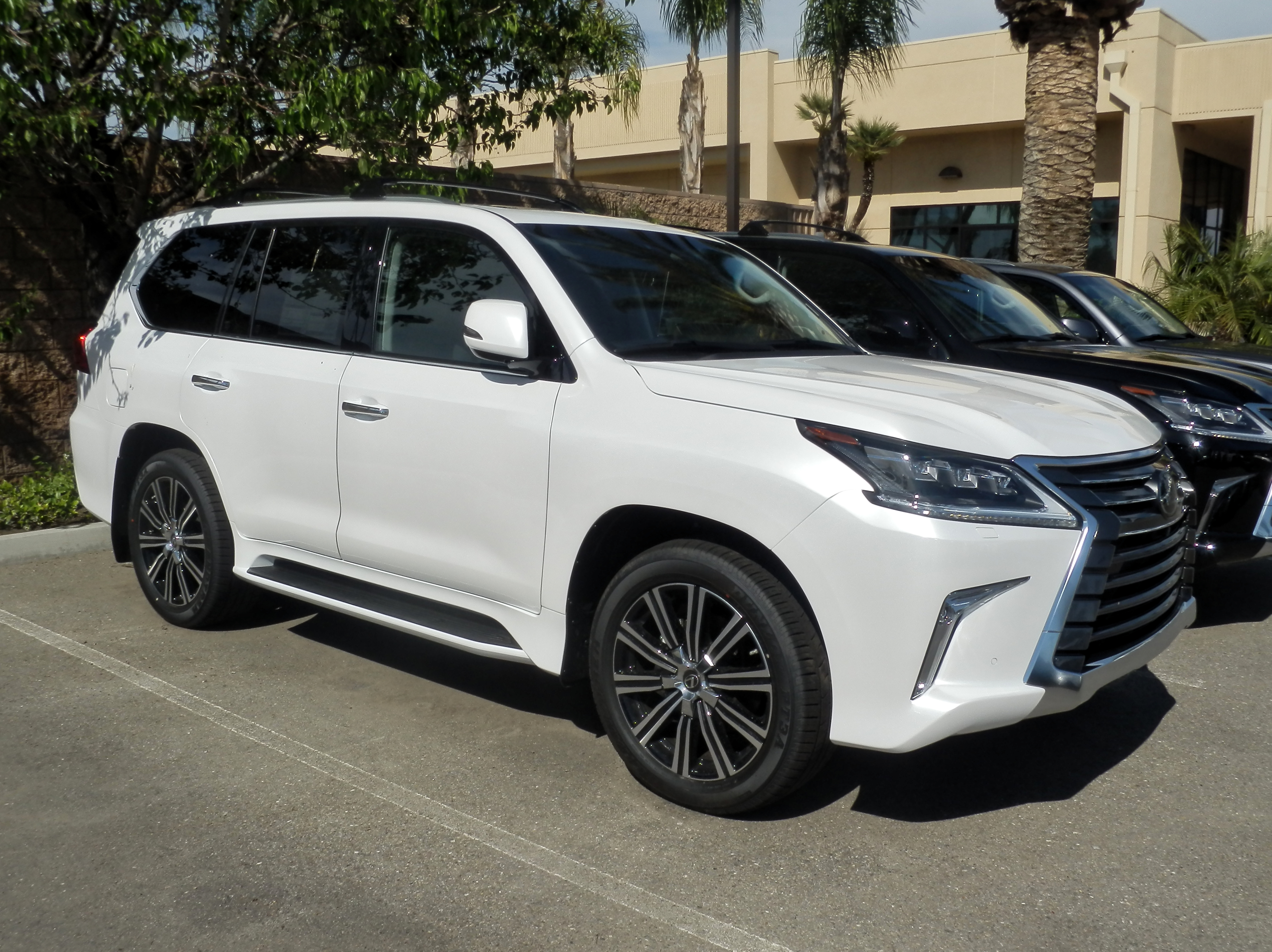
렉서스 LX(후기형) 정측면

2007년에 출시되었다. V형 8기통 5,700cc 가솔린 엔진(3UR-FE)이 적용되었으며, 역대 LX 최초로 V형 8기통 4,500cc 디젤 엔진(1VD-FTV)도 적용되었다. 2012년에는 렉서스의 새 패밀리 룩인 스핀들 그릴이 적용되었다. 2015년에도 페이스 리프트를 거쳤으며, 같은 해에 그동안 토요타 랜드크루저의 존재로 인하여 판매되지 않던 일본에서도 판매가 시작되었다.

## 4세대(J300)

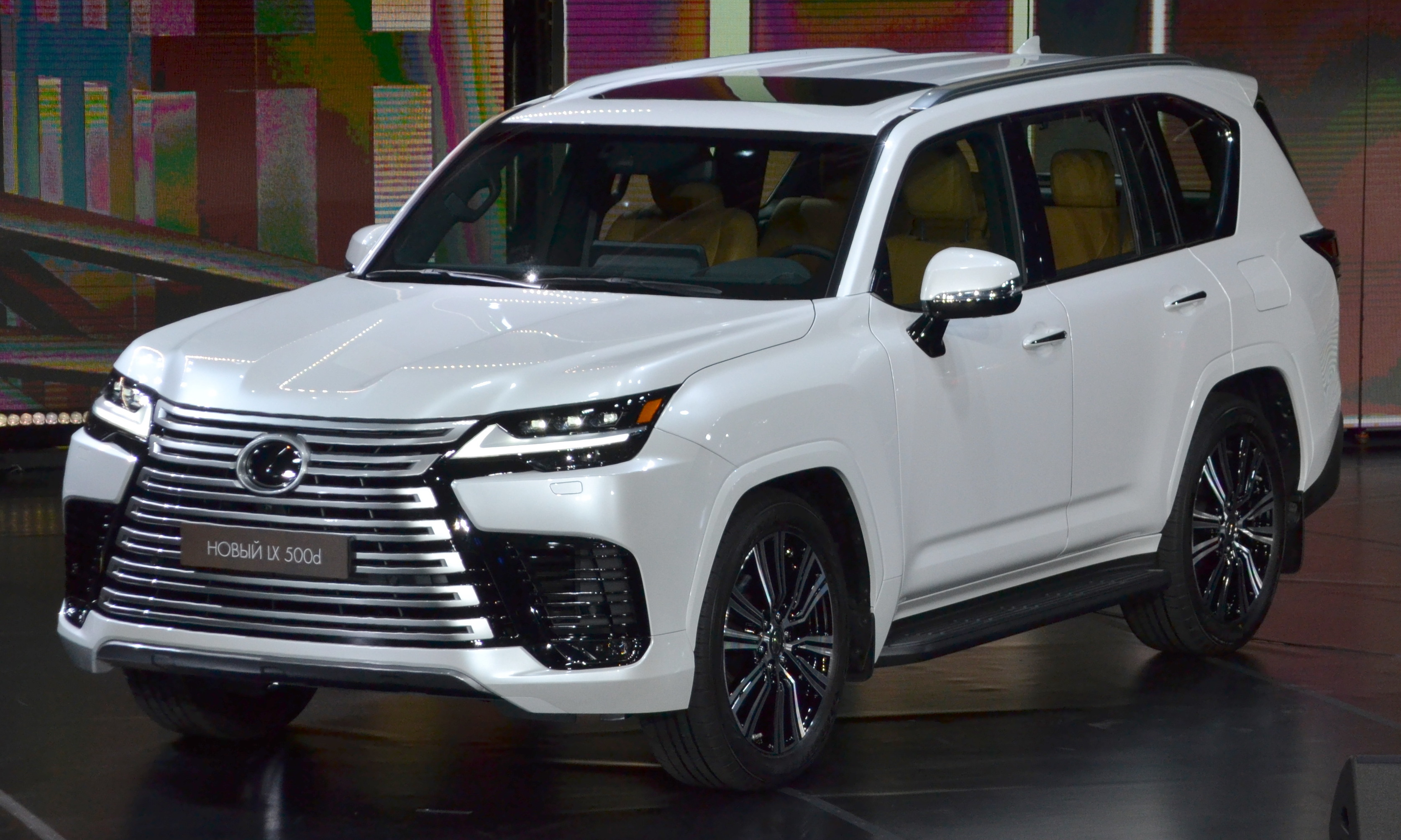
렉서스 LX 정측면

2021년에 출시되었으며, GA-F 플랫폼이 적용되었다. 6세대 랜드크루저와 5세대 LS에 장착되는 V6 3.5리터 가솔린 트윈터보 엔진(600)을 공용하며, 2024년에는 V6 3.5리터 가솔린 트윈터보 하이브리드(700h)를 추가했다. 2025년에 출시한 토요타 랜드크루저 하이브리드도 LX700h의 하이브리드 구동계를 공용한다. 일부 해외 시장에는 6세대 랜드크루저에 장착되는 V6 3.3리터 커먼레일 디젤 엔진(500d)도 있다.
대한민국에는 트윈터보 하이브리드인 LX700h를 판매하기로 결정하고, 2024년 12월 30일에 배출가스 인증을 통과했다. 2025년 2월 17일부터 사전 계약을 받기 시작한 후, 3월 17일에 LX700h를 출시했다. 4인승(VIP), 5인승(오버트레일), 7인승(럭셔리) 3가지 형태로 출시한다. 대한민국 복합연비는 8km/L다.